# NGC 6891
NGC 6891 is een planetaire nevel in het sterrenbeeld Dolfijn. Het ligt ongeveer 7200 lichtjaar van de Aarde verwijderd en werd op 22 september 1884 ontdekt door de Amerikaanse astronoom Ralph Copeland.

## Synoniemen
- PK 54-12.1